# ドームトレッペンフェーゲン

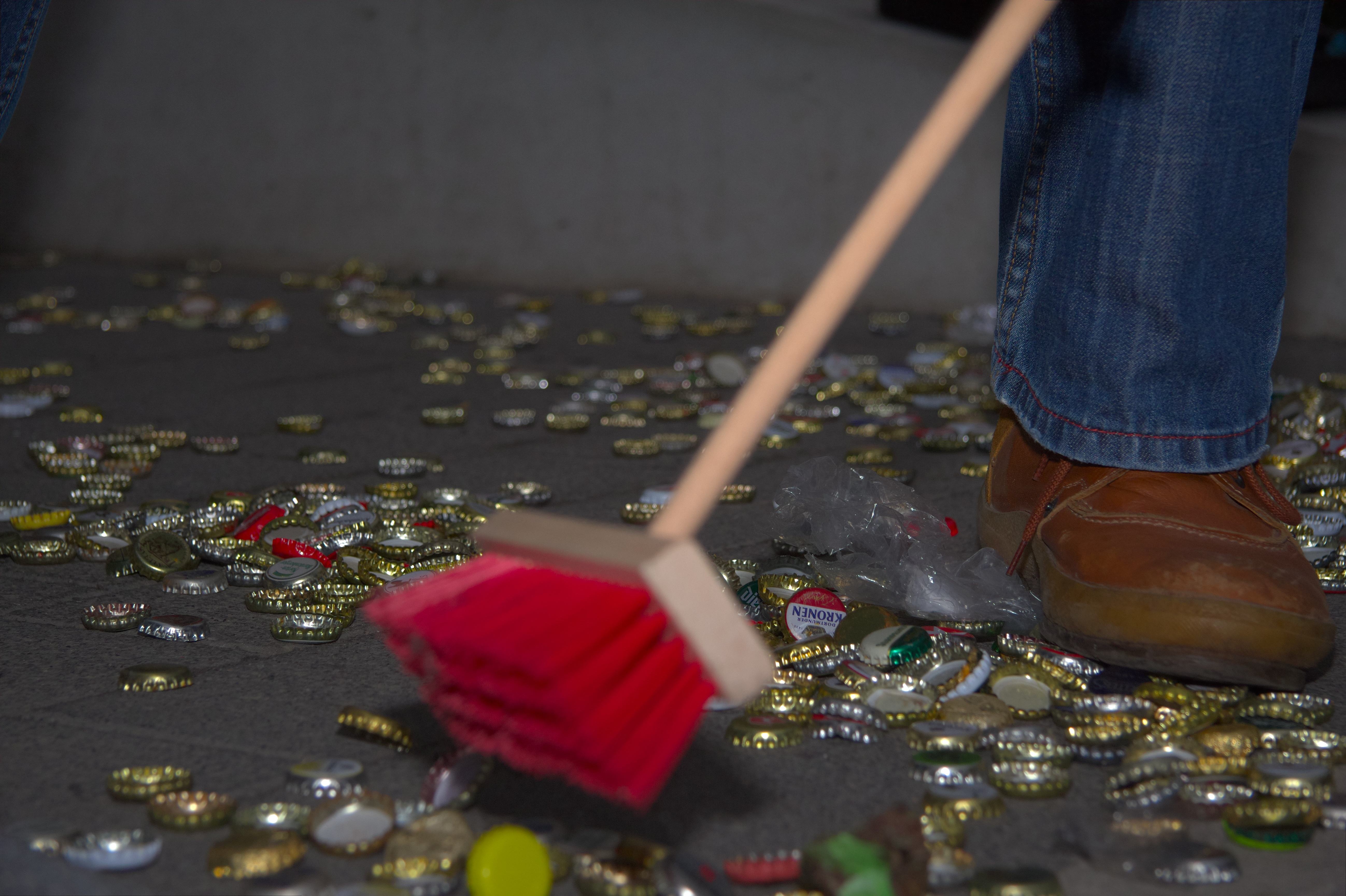
「ドームトレッペンフェーゲン」の慣習

ドームトレッペンフェーゲン（ドイツ語: Domtreppenfegen）、トレッペンフェーゲン（Treppenfegen）またはトレッペ・フェーゲン（Treppe fegen）は、ブレーメン発祥の誕生日の習慣を指すが、現在はドイツの他地域、特にドイツ北部でも一般的である。ドームは大聖堂、トレッペは階段、フェーゲンは「掃除をする」を意味するドイツ語である。掃除をするのは30歳の誕生日までに独身の男性であり、これは結婚していない全ての男性が含まれる。掃除をする人にパートナーがいるかどうかは無関係であり、法的に有効な婚姻と公式な婚約のみがこの掃除の慣習を阻む。しかしながら、注目すべきはこの慣習が30歳の誕生日の1日前を起源として行われなければならないことである。発祥の地のブレーメンでは、該当する男性はブレーメン大聖堂の正面玄関前の階段を掃除しなければならない。この慣習が広まった（特に大聖堂がない）他都市では、別の階段（または別の公共の場所）を代わりに掃除する。
この慣習の女性版も後に生まれた。これはクリンケンプッツェン（独: Kinkenputzen、ドアノブ掃除）と呼ばれ、未婚の女性は30歳の誕生日に大聖堂の扉のノブを掃除しなければならない。一部の地域ではうるう年に男性がドアノブを掃除する伝統が存在する。

## 起源と拡散
ブレーメン大聖堂広場の掃除（Fegen des Bremer Domshofs）として1890年頃に初めて記載されたこの慣習は、いわゆる「からかいの罰（Hänselstrafe）」の形式での地域の「履歴書の中の慣習（Brauch im Lebenslauf）」である。文化人類学者のKerstin Ehlertによれば、この誕生日の慣習は「生きている間に子どもを作らなかった人は死後に余分な労働をしなければならない」という民間信仰に端を発する。
この慣習は1950年代末以後により実践されるようになった。そのうちに、ブレーメン以外の都市にも拡がっていき、現在ではドイツ北部において「Treppe(n)fegen」（階段掃除）として広く行われている。例えばオスナブリュックでは、未婚の30歳の人は市庁舎の階段を掃除しなければならない。ハンブルクでは「ラートハウスマルクト（市庁舎前広場）」となる。ブラウンシュヴァイク近くのマイネといったより小さな町では、マルクト広場が舞台となる。ミンデンでは、バスタウ川、ミッテルラント運河、ヴェーザー川などに架かるたくさんある橋のうちの1つを掃除する。